# Allahyar Sayyadmanesh
Seyyed Allahyar Sayyadmanesh (ur. 29 czerwca 2001 w Amolu) – irański piłkarz grający na pozycji napastnika w klubie KVC Westerlo.

## Kariera juniorska
Sayyadmanesh grał jako junior w Padideh Sari FC (do 2017) oraz w Saipa Karadż (2017–2018).

## Kariera seniorska

### Esteghlal Teheran
Sayyadmanesh przeszedł do Esteghlal Teheran 1 lipca 2018 roku. Zadebiutował on dla tego klubu 27 lipca 2018 roku w meczu z Pajkan Teheran (0:0). Pierwszą bramkę zawodnik ten zdobył 6 października 2018 roku w wygranym 1:2 spotkaniu przeciwko Naft Masjed Soleyman FC. Łącznie dla Esteghlal Teheran Irańczyk rozegrał 18 meczów strzelając 2 gole.

### Fenerbahçe SK
Sayyadmanesh przeniósł się do Fenerbahçe SK 1 lipca 2019 roku. Debiut dla tego zespołu zaliczył on 11 lutego 2020 roku w starciu z Kırklarelisporem (wyg. 1:0). W barwach Fenerbahçe SK Irańczyk wystąpił 3 razy nie zdobywając żadnej bramki.

### İstanbulspor A.Ş.
Sayyadmanesha wypożyczono do İstanbulspor A.Ş. 2 września 2019 roku. Zadebiutował on dla tego klubu 25 września 2019 roku w meczu z Pazarsporem (wyg. 3:2). Premierową bramkę zawodnik ten zdobył 30 października 2019 roku w wygranym 5:2 spotkaniu przeciwko Büyükçekmece Tepeciksporowi. Ostatecznie dla İstanbulspor A.Ş. Irańczyk rozegrał 11 meczów, strzelając jedną bramkę.

### Zoria Ługańsk
Sayyadmanesh trafił na wypożyczenie do Zorii Ługańsk 4 października 2020 roku. Debiut w barwach tego zespołu zaliczył on 25 października 2020 roku w wygranym 4:0 spotkaniu przeciwko Ruchowi Lwów. Piłkarz ten strzelił wtedy swojego pierwszego gola dla tej drużyny. Ostatecznie w barwach Zorii Ługańsk Sayyadmanesh wystąpił 50 razy zdobywając 15 bramek.

### Hull City A.F.C.
Sayyadmanesh został wypożyczony do Hull City A.F.C. 31 stycznia 2022. Zadebiutował dla nich 5 lutego 2022 w meczu z Preston North End F.C. (przeg. 0:1). Pierwszą bramkę zdobył 15 kwietnia 2022 w wygranym 2:1 spotkaniu przeciwko Cardiff City F.C.. Na stałe przeniósł się do nich 9 lipca 2022 za 4,5 mln € podpisując czteroletni kontrakt z opcją przedłużenia o rok. Łącznie dla Hull City A.F.C. Sayyadmanesh rozegrał 40 meczów strzelając 3 bramki.

### KVC Westerlo
Sayyadmanesh przeszedł do KVC Westerlo 31 stycznia 2024 za 2,3 mln €. Debiut dla nich zaliczył 3 lutego 2024 w przegranym 0:3 spotkaniu przeciwko Oud-Heverlee Leuven. Pierwszą bramkę zdobył 28 lipca 2024 w meczu z Cercle Brugge (wyg. 3:0), notując wtedy też asystę.

## Kariera reprezentacyjna
| Mecze i gole w reprezentacji | Mecze i gole w reprezentacji | Mecze i gole w reprezentacji | Mecze i gole w reprezentacji      | Mecze i gole w reprezentacji | Mecze i gole w reprezentacji | Mecze i gole w reprezentacji | Mecze i gole w reprezentacji            |
| Iran U-16                    | Iran U-16                    | Iran U-16                    | Iran U-16                         | Iran U-16                    | Iran U-16                    | Iran U-16                    | Iran U-16                               |
| Lp.                          | Data                         | Miejsce                      | Gospodarz                         | Gość                         | Wynik                        | Gol                          | Rozgrywki                               |
| ---------------------------- | ---------------------------- | ---------------------------- | --------------------------------- | ---------------------------- | ---------------------------- | ---------------------------- | --------------------------------------- |
| 1.                           | 15.09.2016                   | Margao                       | Arabia Saudyjska U-16             | Iran U-16                    | 2:3                          | Gol                          | Mistrzostwa Azji U-16 2016              |
| 2.                           | 18.09.2016                   | Margao                       | Zjednoczone Emiraty Arabskie U-16 | Iran U-16                    | 1:1                          |                              | Mistrzostwa Azji U-16 2016              |
| 3.                           | 21.09.2016                   | Nowe Delhi                   | Indie U-16                        | Iran U-16                    | 0:3                          |                              | Mistrzostwa Azji U-16 2016              |
| 4.                           | 25.09.2016                   | Margao                       | Wietnam U-16                      | Iran U-16                    | 0:5                          | Gol · Gol                    | Mistrzostwa Azji U-16 2016              |
| 5.                           | 29.09.2016                   | Margao                       | Korea Północna U-16               | Iran U-16                    | 1:1 k. 5:6                   |                              | Mistrzostwa Azji U-16 2016              |
| 6.                           | 02.10.2016                   | Margao                       | Irak U-16                         | Iran U-16                    | 0:0 k. 4:3                   |                              | Mistrzostwa Azji U-16 2016              |
| Iran U-17                    |                              |                              |                                   |                              |                              |                              |                                         |
| Lp.                          | Data                         | Miejsce                      | Gospodarz                         | Gość                         | Wynik                        | Gol                          | Rozgrywki                               |
| 1.                           | 13.01.2017                   | Petersburg                   | Mołdawia U-19                     | Iran U-17                    | 0:5                          |                              | Mecz towarzyski                         |
| 2.                           | 15.01.2017                   | Teheran                      | Iran U-17                         | Azerbejdżan U-19             | 0:1                          |                              | Mecz towarzyski                         |
| 3.                           | 17.01.2017                   | Petersburg                   | Indie U-17                        | Iran U-17                    | 0:1                          |                              | Memoriał Granatkina                     |
| 4.                           | 20.01.2017                   | Petersburg                   | Litwa U-18                        | Iran U-17                    | 3:1                          |                              | Memoriał Granatkina                     |
| 5.                           | 17.05.2017                   | Teheran                      | Iran U-17                         | Słowacja U-17                | 3:2                          |                              | Mecz towarzyski                         |
| 6.                           | 19.05.2017                   | Chengdu                      | Chiny U-17                        | Iran U-17                    | 1:2                          |                              | Mecz towarzyski                         |
| 7.                           | 07.10.2017                   | Margao                       | Gwinea U-17                       | Iran U-17                    | 1:3                          | Gol                          | Mistrzostwa Świata U-17 2017            |
| 8.                           | 10.10.2017                   | Margao                       | Niemcy U-17                       | Iran U-17                    | 0:4                          | Gol                          | Mistrzostwa Świata U-17 2017            |
| 9.                           | 13.10.2017                   | Margao                       | Kostaryka U-17                    | Iran U-17                    | 0:3                          |                              | Mistrzostwa Świata U-17 2017            |
| 10.                          | 17.10.2017                   | Margao                       | Meksyk U-17                       | Iran U-17                    | 1:2                          | Gol                          | Mistrzostwa Świata U-17 2017            |
| 11.                          | 22.10.2017                   | Margao                       | Hiszpania U-17                    | Iran U-17                    | 3:1                          |                              | Mistrzostwa Świata U-17 2017            |
| Iran U-23                    |                              |                              |                                   |                              |                              |                              |                                         |
| Lp.                          | Data                         | Miejsce                      | Gospodarz                         | Gość                         | Wynik                        | Gol                          | Rozgrywki                               |
| 1.                           | 18.01.2019                   | Doha                         | Iran U-23                         | Kuwejt U-23                  | 5:0                          | Gol                          | Mecz towarzyski                         |
| 2.                           | 21.01.2019                   | Doha                         | Katar U-23                        | Iran U-23                    | 1:2                          | Gol                          | Mecz towarzyski                         |
| 3.                           | 16.11.2019                   | Pakansari                    | Indonezja U-23                    | Iran U-23                    | 2:1                          |                              | Mecz towarzyski                         |
| 4.                           | 09.01.2020                   | Songkhla                     | Uzbekistan U-23                   | Iran U-23                    | 1:1                          |                              | Mistrzostwa Azji U-23 2020              |
| 5.                           | 12.01.2020                   | Songkhla                     | Korea Południowa U-23             | Iran U-23                    | 2:1                          |                              | Mistrzostwa Azji U-23 2020              |
| 6.                           | 15.01.2020                   | Songkhla                     | Chiny U-23                        | Iran U-23                    | 0:1                          |                              | Mistrzostwa Azji U-23 2020              |
| 7.                           | 06.09.2023                   | Taszkent                     | Iran U-23                         | Hongkong U-23                | 3:0                          | Gol                          | Mistrzostwa Azji U-23 2023 – eliminacje |
| 8.                           | 09.09.2023                   | Taszkent                     | Afganistan U-23                   | Iran U-23                    | 0:4                          | Gol                          | Mistrzostwa Azji U-23 2023 – eliminacje |
| 9.                           | 12.09.2023                   | Taszkent                     | Uzbekistan U-23                   | Iran U-23                    | 1:0                          |                              | Mistrzostwa Azji U-23 2023 – eliminacje |
| Iran                         |                              |                              |                                   |                              |                              |                              |                                         |
| Lp.                          | Data                         | Miejsce                      | Gospodarz                         | Gość                         | Wynik                        | Gol                          | Rozgrywki                               |
| 1.                           | 06.06.2019                   | Teheran                      | Iran                              | Syria                        | 5:0                          | Gol                          | Mecz towarzyski                         |
| 2.                           | 30.03.2021                   | Teheran                      | Iran                              | Syria                        | 3:0                          |                              | Mecz towarzyski                         |
| 3.                           | 11.11.2021                   | Sydon                        | Liban                             | Iran                         | 1:2                          |                              | Mistrzostwa Świata 2022 – eliminacje    |
| 4.                           | 16.11.2021                   | Amman                        | Syria                             | Iran                         | 0:3                          |                              | Mistrzostwa Świata 2022 – eliminacje    |
| 5.                           | 24.03.2022                   | Seul                         | Korea Południowa                  | Iran                         | 2:0                          |                              | Mistrzostwa Świata 2022 – eliminacje    |
| 6.                           | 29.03.2022                   | Meszhed                      | Iran                              | Liban                        | 2:0                          |                              | Mistrzostwa Świata 2022 – eliminacje    |
| 7.                           | 12.06.2022                   | Doha                         | Iran                              | Algieria                     | 1:2                          |                              | Mecz towarzyski                         |
| 8.                           | 21.03.2024                   | Teheran                      | Iran                              | Turkmenistan                 | 5:0                          |                              | Mistrzostwa Świata 2026 – eliminacje    |